# 埠西站
埠西站是青岛地铁4号线的地铁车站，位于中华人民共和国山东省青岛市市北区辽阳西路与劲松四路交叉口东侧，于2022年12月26日开通。

## 车站结构
埠西站位于辽阳西路与劲松四路交叉口东侧，沿辽阳西路路南设置，呈东西走向，为地下两层岛式站台车站，车站长247.5米，宽20米，车站地下一层为站厅层，地下二层为站台层，站台设置全高站台门。
| 地面              | 出入口 | A、B、C出入口                                                                                             |
| 地下一层          | 站厅   | 客服中心、自动售票机、验票机                                                                              |
| 地下二层          | 站台   | \| \| \| 4号线往人民会堂（劲松三路） \| \| 島式 · 開左邊车门 \| \| \| \| \| \| 4号线往大河东（大埠东） \| |
|                   |        | 4号线往人民会堂（劲松三路）                                                                               |
| 島式 · 開左邊车门 |        | |
|                   |        | 4号线往大河东（大埠东）                                                                                   |

## 出入口
埠西站共设3个出入口，各出口及周围设施如下所示：
| 编号                | 指示         | 建议前往的目的地                               | 图片 |
| ------------------- | ------------ | ---------------------------------------------- | ---- |
| A · 出口 · （设有） | 辽阳西路(北) | 丽达茂，山东大学齐鲁医院，青岛市市北区人民法院 |      |
| B · 出口            | 辽阳西路(南) | 青岛市同安路小学(东校区)                       |      |
| C · 出口            | 辽阳西路(南) | 埠西海鲜市场                                   |      |
| 图例： 设有         |              |                                                |      |

## 接驳交通

### 公交车
- 辽阳西路劲松五路：126路，216路环行，308路，362路，370路，501路，602路，629路，机场巴士夜间班次

## 车站历史
本站工程名与公示名为劲松四路站，正式站名为埠西站，以车站所处的埠西片区命名。
- 2021年9月30日，车站主体结构封顶[2]。
- 2022年12月26日，车站随4号线通车开通[1]。